# Urocricetus kamensis
Urocricetus kamensis (Cricetulus kamensis) — вид роду Хом'ячків. 

## Поширення й екологія
Проживає тільки в Китаї на території приблизно 20,000 км². Живе на висоті від 3300 до 4100 метрів над рівнем моря, на високих гірських луках, чагарникових болотах і у відкритому степу.

## Спосіб життя
Харчується зерном, насіння трав і комахами.
Для зберігання запасів на зиму риє нори, в яких запасає зерно.
Активність проявляє і протягом дня і вночі. Період репродуктивності — з травня по серпень з приплодом 5–10 (7–8 всередньому) хом'яченят.

## Морфологічна характеристика
Довжина голови й тулуба становить від 88 до 112 міліметрів, довжина хвоста — від 51 до 64 міліметрів, довжина задньої лапи — від 17 до 18 міліметрів, а довжина вуха — від 16 до 18 міліметрів. Маса тіла від 20 до 40 грамів. Волосяний покрив зверху темно-коричнево-сірий, але може мати чорні плями чи смуги на спині. На стегні чорне забарвлення поширюється на верхню частину гомілки. Нижня сторона брудно-біла, волоски темні біля основи і білі зверху. На боці контрастні кольори верху та низу утворюють хвилястий візерунок. На верхній частині хвоста проходить темна вузька смуга, знизу і на кінчику вона повністю біла; хвіст товстий.